# Kabinet-Wescot-Williams III
Het kabinet-Wescot-Williams III onder leiding van Sarah Wescot-Williams trad aan op 14 juni 2013 en was een coalitie van de Democratische Partij en de United People's Party.

## Coalitie
De coalitie werd gevormd nadat het voorgaande kabinet-Wescot-Williams II haar meerderheid verloor nadat de DP en de onafhankelijke parlementsleden hun steun introkken omdat Minister van Justitie Roland Duncan zijn ontslag had ingediend na beschuldigingen van corruptie. De coalitie werd gevormd na discussies over het al dan niet ontbinden van het parlement. De beëdiging van het Kabinet liep vertraging op omdat de screening langer duurde dan verwacht.
De regeringscoalitie bestond uit:
- de Democratische Partij Sint Maarten
- de United People's Party

Op 9 september 2014 diende Wescott-Williams het ontslag van haar kabinet in bij de gouverneur na de kort daarvoor gehouden verkiezingen en de benoeming van William Marlin als formateur.

## Bewindslieden[4][5]
| Ministerie                                                        | Minister                | Partij | Opmerking                 |
| ----------------------------------------------------------------- | ----------------------- | ------ | ------------------------- |
| Minister-president van Sint Maarten Minister van Algemene Zaken e | Sarah Wescot-Williams   | DP     |                           |
| Minister van Volkshuisvesting, Ruimtelijke Ordening en Milieu     | Maurice Lake            | UP     |                           |
| Minister van Financiën                                            | Martinus Hassink        |        |                           |
| Minister van Justitie                                             | Dennis Richardson       | DP     |                           |
| Minister van Volksgezondheid, Sociale Ontwikkeling en Arbeid      | Cornelius de Weever     | DP     |                           |
| Minister van Toerisme en Economische Zaken                        | Sarah Wescot-Williams   | DP     | interim, tot 25 juli 2013 |
| Minister van Toerisme en Economische Zaken                        | Thadeus Richardson      |        | vanaf 25 juli 2013        |
| Minister van Onderwijs, Jeugd, Sport en Cultuur                   | Patricia Lourens-Philip | UP     |                           |
| Gevolmachtigd minister van Sint Maarten                           | Mathias Voges           | DP     |                           |
| Plaatsvervangend Gevolmachtigd Minister van Sint Maarten          | Josianne Fleming-Artsen | UP     | vanaf 25 juli 201         |

Wescot-Williams I ·
Wescot-Williams II ·
Wescot-Williams III ·
Gumbs ·
Marlin I ·
Marlin II ·
Marlin-Romeo I ·
Marlin-Romeo II ·
Jacobs I ·
Jacobs II ·
Mercelina I ·
Mercelina II